# Naiv Bayes klassifikator
En naiv Bayes klassifikator er en klassifikator baseret på Bayes' teorem, der anvender den naive antagelse, at alle parametre er uafhængige.
I modsætning til Bayes' teorem beregner man som regel ikke normalisatoren ved klassificering, da denne vil være konstant for alle de forskellige klasser, og vil derfor bare kræve ekstra beregningstid, uden det har betydning for resultatet. Naiv Bayes klassifikatoren hører under supervised learning og kan blandt andet bruges som spam filter eller til analysering af teksters synspunkt.

## Sandsynlighed ved numeriske værdier
Givet et dataset med en parameter, der kun kan antage numeriske værdier (Ventetid i minutter, eksempelvis), beregnes sandsynligheden ved at benytte normalfordelingen med standardafvigelsen i stedet for variansen. 

## Eksempel på brug

### Dataprøve
Antag, at vi skal klassificere, om en dataprøve er menneske, hund eller varulv.
Givet er datasættet: 
| Art      | Højde | Kan lide at hyle | Kropsbehåring (I procent af dækket overflade) |
| -------- | ----- | ---------------- | --------------------------------------------- |
| Menneske | 150   | Ja               | 5                                             |
| Menneske | 190   | Nej              | 12                                            |
| Menneske | 165   | Nej              | 6                                             |
| Menneske | 160   | Nej              | 2                                             |
| Hund     | 90    | Nej              | 97                                            |
| Hund     | 110   | Ja               | 93                                            |
| Hund     | 70    | Nej              | 85                                            |
| Varulv   | 170   | Ja               | 75                                            |
| Varulv   | 150   | Ja               | 85                                            |

### Tabel
Fra disse data kan afvigelsen og gennemsnittet for hvert parameter for hver klasse kan nedenstående tabel opstilles:
| Klasse   | Gennemsnit (Højde) | Standardafvigelse (Højde) | Gennemsnit (Behåring) | Standardafvigelse (Behåring) |
| -------- | ------------------ | ------------------------- | --------------------- | ---------------------------- |
| Menneske | 166,25             | 14,7373                   | 6,25                  | 3,6315                       |
| Hund     | 90                 | 16,3299                   | 91,6667               | 4,9989                       |
| Varulv   | 160                | 10                        | 80                    | 5                            |

### Klassificering
Følgende dataprøve skal nu prøves klassificeret:
| Højde | Kan lide at hyle | Behåring |
| ----- | ---------------- | -------- |
| 140   | Nej              | 70       |

### Konklusion
Sandsynligheden for, det er et menneske er da givet ved:
{\displaystyle p(Klasse=Menneske)=p(Menneske)*p(Hojde\vert Menneske)*p(Kanlideathyle\vert Menneske)*p(Behaaring\vert Menneske)}
De forskellige værdier beregnes. Da træningssættet indeholder 4 prøver af menneske-klassen ud af 9 prøver i alt, giver det:
{\displaystyle p(Menneske)=4/9}
Da et af fire mennesker kan lide at hyle fås:
{\displaystyle p(Kanlideathyle\vert Menneske)=1/4}
De numeriske værdier giver:
{\displaystyle p(Hojde\vert Menneske)={\tfrac {1}{\sqrt {2*\pi *14.7373}}}\,e^{-{\frac {(140-166.25)^{2}}{2*14.7373}}}=7.3059*10^{-12}}
{\displaystyle p(Behaaring\vert Menneske)={\tfrac {1}{\sqrt {2*\pi *3.6315}}}\,e^{-{\frac {(70-6.25)^{2}}{2*3.6315}}}=2.0214*10^{-244}}
Hermed fås:
{\displaystyle p(Klasse=Menneske)=p(Menneske)*p(Hojde\vert Menneske)*p(Kanlideathyle\vert Menneske)*p(Behaaring\vert Menneske)=1.6409*10^{-256}}
For henholdsvis hund og varulv fås:
{\displaystyle p(Klasse=Hund)=p(Hund)*p(Hojde\vert Hund)*p(Kanlideathyle\vert Hund)*p(Behaaring\vert Hund)=1.902*10^{-44}}
{\displaystyle p(Klasse=Varulv)=p(Varulv)*p(Hojde\vert Varulv)*p(Kanlideathyle\vert Varulv)*p(Behaaring\vert Varulv)=4.6805*10^{-16}}

### Resultat
Da værdien for varulv er højest, vil prøven blive klassificeret som en varulv.